# Cuộc vây hãm Dubrovnik
Cuộc vây hãm Dubrovnik (tiếng Serbia-Croatia: Opsada Dubrovnika, Опсада Дубровника) là một cuộc giao tranh quân sự giữa Quân đội Nhân dân Nam Tư (tiếng Serbia-Croatia: Jugoslovenska Narodna Armija, JNA) với lực lượng người Croat bảo vệ thành phố Dubrovnik và khu vực lân cận trong Chiến tranh giành độc lập Croatia. JNA bắt đầu cuộc tiến công vào ngày 1 tháng 10 năm 1991, và đến cuối tháng 10, đã chiếm được hầu như toàn bộ khu vực giữa 2 bán đảo Pelješac và Prevlaka trên bờ Biển Adriatic, ngoại trừ thành phố Dubrovnik. Cuộc vây hãm đi kèm với sự phong tỏa, cấm vận bởi Hải quân Nam Tư, và lên đến đỉnh điểm vào ngày 6 tháng 12 năm 1991. Sự kiện đã kích động sự lên án của quốc tế, và trở thành một thảm họa quan hệ công chúng đối với Serbia và Montenegro, góp phần dẫn đến việc hai quốc gia này bị cô lập về ngoại giao và kinh tế, cũng như sự công nhận của quốc tế đối với Croatia. Vào tháng 5 năm 1992, JNA rút lui về Bosnia và Herzegovina, và bàn giao trang thiết bị, khí tài cho Quân đội Cộng hòa Srpska (VRS). Trong thời gian này, Quân đội Croatia (HV) đã tấn công từ phía tây và đẩy lùi lực lượng JNA/VRS khỏi các khu vực phía đông Dubrovnik, bao gồm cả ở Croatia và Bosnia và Herzegovina, và vào cuối tháng 5 đã liên kết với lực lượng bảo vệ trong thành phố. Giao tranh giữa quân HV và quân Nam Tư ở phía đông Dubrovnik dần dần kết thúc.
Cuộc vây hãm đã dẫn đến cái chết của 194 quân nhân Croatia và 165 quân nhân Quân đội nhân dân Nam Tư, cũng như 82–88 thường dân. Toàn bộ khu vực này đã được HV chiếm lại trong Chiến dịch Hổ và Trận Konavle vào cuối năm 1992. Sự kiện này cũng đã khiến 15.000 người phải di dời, chủ yếu từ Konavle. Trong khi đó, khoảng 16.000 người tị nạn đã được sơ tán khỏi Dubrovnik bằng đường biển, và thành phố được tiếp tế bằng các tàu dân sự. Hơn 11.000 tòa nhà bị hư hại và nhiều ngôi nhà, cơ sở kinh doanh và công trình công cộng bị cướp phá hoặc đốt cháy.
Đây là một phần kế hoạch do Quân đội nhân dân Nam Tư vạch ra nhằm chiếm được khu vực Dubrovnik để rồi tiếp tục tiến về phía tây bắc để liên kết với lực lượng ở phía bắc Dalmatia. Năm 2000, tổng thống Montenegro Milo Đukanović đã xin lỗi về sự kiện này, gây ra phản ứng giận dữ từ các đối thủ chính trị trong nước và từ Serbia. Tòa án Hình sự Quốc tế về Nam Tư cũ (ICTY) đã kết tội hai sĩ quan Nam Tư vì có liên quan đến sự kiện này và giao một người thứ ba cho Serbia truy tố. Bản cáo trạng của ICTY nêu rõ rằng mục đích cuộc vây hãm là để tách Dubrovnik khỏi Croatia và tích hợp vào một quốc gia do người Serb kiểm soát thông qua tuyên bố độc lập không thành công của Cộng hòa Dubrovnik vào ngày 24 tháng 11 năm 1991. Ngoài ra, Montenegro còn kết tội 4 cựu binh sĩ Quân đội nhân dân Nam Tư về tội ngược đãi tù nhân tại trại Morinj. Croatia cũng buộc tội một số cựu sĩ quan Nam Tư và một cựu lãnh đạo người Serb ở Bosnia về tội ác chiến tranh, nhưng chưa có phiên tòa nào được mở.

## Bối cảnh
Vào tháng 8 năm 1990, một cuộc nổi dậy nổ ra ở Croatia, tập trung ở các khu vực người Serb chiếm đa số ở Dalmatia, xung quanh thành phố Knin, một phần khu vực Lika, Kordun và Banovina, cũng như một số khu vực ở miền đông Croatia. Những khu vực này sau đó được gọi là Cộng hòa Serbia Krajina (RSK). Sau khi RSK tuyên bố ý định thống nhất với Serbia, Chính phủ Croatia tuyên bố RSK là một tổ chức nổi dậy. Đến tháng 3 năm 1991, xung đột leo thang và Chiến tranh giành độc lập Croatia nổ ra. Tháng 6 năm 1991, Croatia tuyên bố độc lập sau khi Nam Tư tan rã. Các bên sau đó tạm hoãn tuyên bố độc lập trong vòng ba tháng, có hiệu lực vào ngày 8 tháng 10. RSK sau đó bắt đầu một chiến dịch thanh lọc sắc tộc chống lại thường dân người Croat, trục xuất hầu hết những người không phải là người Serb vào đầu năm 1993. Đến tháng 11 năm 1993, dưới 400 người Croat vẫn còn trong Khu vực phía Nam thuộc Khu vực Bảo vệ của Liên hợp quốc, và 1.500 – 2.000 người khác vẫn ở Khu vực phía Bắc.
Khi Quân đội Nhân dân Nam Tư ngày càng ủng hộ RSK và Cảnh sát Croatia đã không thể đối phó được, Vệ binh Quốc gia Croatia (tiếng Croatia: Zbor narodne garde, ZNG) được thành lập vào tháng 5 năm 1991. Vào tháng 11, ZNG được đổi tên thành Quân đội Croatia (tiếng Croatia: Hrvatska vojska, HV). Sự phát triển của quân đội Croatia bị cản trở bởi lệnh cấm vận vũ khí của Liên hợp quốc được đưa ra vào tháng 9, trong khi xung đột quân sự ở Croatia tiếp tục leo thang với Trận Vukovar, bắt đầu vào ngày 26 tháng 8.
Dubrovnik là một thành phố ở phần lãnh thổ phía nam Croatia, nằm bên bờ biển Adriatic. Khu vực này rộng khoảng 979 km vuông, trải dài từ Bán đảo Prevlaka (giáp với Montenegro) đến Bán đảo Peljesac. Lãnh thổ này rất hẹp, đặc biệt là gần Dubrovnik, chỉ rộng khoảng 0.5 đến 15 km. Trung tâm thành phố Dubrovnik có tường bao quanh, được gọi là Khu Phố Cổ, là một địa điểm có các di tích lịch sử và các tòa nhà phần lớn có từ thời Cộng hòa Ragusa và nơi đây đã được đưa vào danh sách Di sản thế giới của UNESCO. Năm 1991, thành phố có dân số khoảng 50.000 người, trong đó 82,4% là người Croat và 6,8% là người Serb.

## Mở đầu

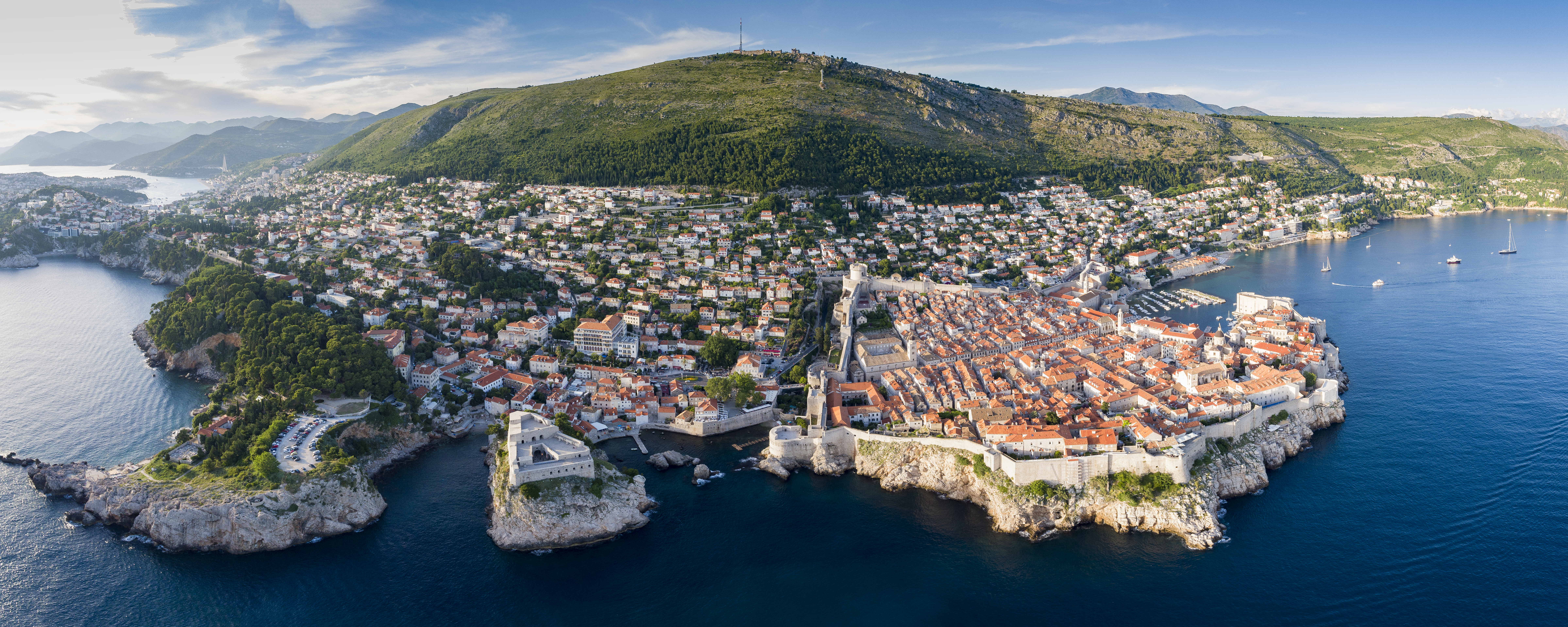
Toàn cảnh Dubrovnik

Vào giữa năm 1991, các chỉ huy hàng đầu của Quân đội nhân dân Nam Tư — bao gồm Bộ trưởng Quốc phòng Nam Tư, Veljko Kadijević, Tổng tham mưu trưởng Blagoje Adžić và Thứ trưởng Quốc phòng, Stane Brovet — lên kế hoạch cho một cuộc tấn công quân sự vào khu vực Dubrovnik sau đó là một cuộc tấn công tiến về phía tây Hercegovina để liên kết với Quân đoàn 9 Quân đội nhân dân Nam Tư ở phía bắc Dalmatia. Jevrem Cokić đã đệ trình kế hoạch tấn công Dubrovnik lên Adžić để được chấp thuận.
Vào tháng 9 năm 1991, JNA và các nhà lãnh đạo của Montenegro thống nhất cần phải tấn công Dubrovnik để đảm bảo toàn vẹn lãnh thổ của Montenegro, ngăn chặn các cuộc đụng độ sắc tộc và giữ lại Cộng hòa Liên bang Xã hội Chủ nghĩa Nam Tư. Thủ tướng Montenegro Milo Đukanović tuyên bố rằng đường biên giới của Croatia cần được sửa đổi, cho rằng đường biên giới hiện tại là do những người vẽ bản đồ Bolshevik có trình độ học vấn kém. Tuyên truyền, kết hợp với cáo buộc của Pavle Strugar rằng 30.000 quân Croatia và 7.000 kẻ khủng bố và lính đánh thuê người Kurd chuẩn bị tấn công Montenegro và chiếm Vịnh Kotor, khiến nhiều người ở Montenegro tin rằng Croatia đã thực sự bắt đầu một cuộc xâm lược. Tờ báo Pobjeda là nguồn truyền thông quan trọng nhất đã góp phần vào sự lan tỏa của thông tin trên. Vào tháng 7 năm 1991, quan chức cấp cao của Serbia, Mihalj Kertes cho biết tại một cuộc mít tinh chính trị ở Nikšić rằng một nhà nước người Serb sẽ được thành lập ở phía tây Montenegro kéo dài đến sông Neretva với Dubrovnik — đổi tên thành Nikšić-at-Sea — làm thủ đô.
Vào ngày 16 tháng 9 năm 1991, lực lượng JNA được huy động ở Montenegro với lý do tình hình đang xấu đi ở Croatia. Bất chấp lời kêu gọi của Quân đoàn số 2 vào ngày 17 tháng 9, một số lượng đáng kể quân dự bị đã từ chối nhập ngũ. Vào ngày 18 tháng 9, Đukanović đe dọa trừng phạt nghiêm khắc những người đào ngũ và những người từ chối điều động. Việc vận động và tuyên truyền trái ngược với sự đảm bảo của chính quyền liên bang Nam Tư ở Beograd rằng sẽ không có cuộc tấn công nào nhằm vào Dubrovnik. Kế hoạch chiến lược của Quân đội nhân dân Nam Tư nhằm đánh bại Croatia bao gồm một cuộc tấn công cắt phần cực nam của Croatia, bao gồm Dubrovnik, khỏi phần còn lại của đất nước.
Vào ngày 23 tháng 9, pháo binh Quân đội nhân dân Nam Tư tấn công làng Vitaljina ở phía đông Konavle và Brgat, phía đông thành phố Dubrovnik. Hai ngày sau, Hải quân Nam Tư phong tỏa các tuyến đường hàng hải đến Dubrovnik. Vào ngày 26 tháng 9, JNA đã đổi tên Nhóm tác chiến Đông Herzegovina thành Nhóm tác chiến số 2 trực thuộc Bộ Quốc phòng Liên bang và Bộ Tổng tham mưu Quân đội nhân dân Nam Tư. Cokić được bổ nhiệm làm sĩ quan chỉ huy của Nhóm tác chiến số 2 nhưng được thay thế bởi Mile Ružinovski vào ngày 5 tháng 10 sau vụ bắn rơi trực thăng của Cokić. Strugar thay thế Ružinovski vào ngày 12 tháng 10.

## Diến biến

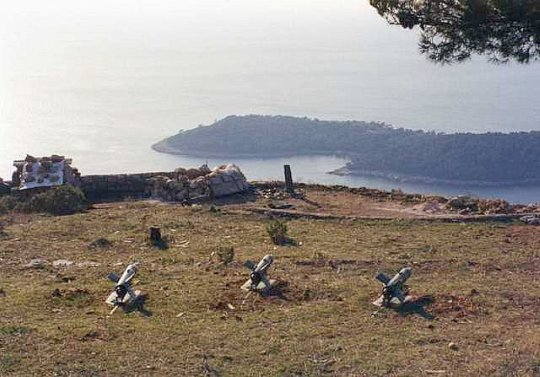
Các vị trí của JNA nhìn ra Dubrovnik, ngày 9 tháng 12 năm 1991. Có thể nhìn thấy 3 tên lửa chống tăng 9K11 Malyutka trong tư thế khai hỏa.

JNA giao nhiệm vụ cho Quân đoàn Titograd số 2 và Vùng 9 Hải quân — cả hai đều thuộc Nhóm tác chiến số 2 — đánh chiếm khu vực Dubrovnik. Quân đoàn số 2 triển khai Lữ đoàn Nikšić 1 trong khi Vùng 9 Hải quân sử dụng Lữ đoàn cơ giới số 5 và 472. Ranh giới của Quân đoàn chạy theo hướng Bắc-Nam gần Dubrovnik đã được thiết lập. Nhóm tác chiến số 2 cũng chỉ huy Đội tuần tra biên giới số 16 và Nhóm pháo binh ven biển số 107, đồng thời huy động các đơn vị Phòng thủ Lãnh thổ từ Herceg-Novi, Kotor, Tivat, Budva, Bar, Mojkovac, Bijelo Polje và Trebinje. Strugar nắm quyền chỉ huy chung của Nhóm tác chiến số 2 trong khi Vùng 9 Hải quân do Miodrag Jokić chỉ huy. Jokić thay thế Krsto Đurović, người đã chết vài giờ trước khi cuộc tấn công bắt đầu. Nojko Marinović, từng chỉ huy Lữ đoàn cơ giới 472 và là cấp dưới của Đurović, nói rằng JNA đã giết vị đô đốc này vì ông phản đối cuộc tấn công. Marinović từ chức vào ngày 17 tháng 9 và gia nhập ZNG. Nhóm tác chiến số 2 JNA ban đầu triển khai 7.000 quân và duy trì mức quân số tương tự trong suốt cuộc tấn công.
Hệ thống phòng thủ của Dubrovnik gần như không tồn tại khi bắt đầu chiến sự, với vỏn vẹn 480 quân đóng trong khu vực thành phố, trong số đó chỉ có 50 người được huấn luyện. Đơn vị quân đội chính quy duy nhất là một trung đội được trang bị vũ khí bộ binh hạng nhẹ đóng tại Pháo đài Imperial trên đỉnh Đồi Srđ. Phần còn lại được trang bị kém vì Lực lượng Phòng thủ Lãnh thổ Croatia đã bị Quân đội nhân dân Nam Tư tước vũ khí vào năm 1989. Không giống như những nơi khác ở Croatia, không có đơn vị đồn trú hay kho lưu trữ của Quân đội nhân dân Nam Tư ở Dubrovnik kể từ năm 1972 và do đó rất ít vũ khí và đạn dược có sẵn để bảo vệ thành phố. Vào ngày 26 tháng 9, 200 khẩu súng trường và 4 khẩu pháo thu được từ JNA trên đảo Korčula đã được gửi đến tiếp viện. Ngoài ra, một xe bọc thép đã được cung cấp cho thành phố. Dubrovnik cũng tiếp nhận thêm lực lượng từ Quân đội Croatia, Cảnh sát Croatia và Lực lượng Phòng vệ Croatia từ các vùng khác của đất nước. Điều này đưa quân số ở Dubrovnik lên 600 người. Đến tháng 11, khoảng 1.000 quân Croatia đang bảo vệ thành phố. Vào ngày 19 tháng 9, Marinović được bổ nhiệm làm sĩ quan chỉ huy lực lượng phòng thủ ở Dubrovnik. Lực lượng này, ban đầu được gọi Lực lượng Phòng thủ Lãnh thổ Dubrovnik, được tái tổ chức thành Tiểu đoàn Độc lập 75 Quân đội Croatia vào ngày 28 tháng 12 năm 1991 và sau đó được tăng cường với các thành phần của Lữ đoàn Bộ binh 116 để thành lập Lữ đoàn Bộ binh 163 vào ngày 13 tháng 2 năm 1992. Hải đội Tàu vũ trang Dubrovnik, một đơn vị quân tình nguyện của Hải quân Croatia bao gồm 23 tàu lớn nhỏ và 117 tình nguyện viên, được thành lập vào ngày 23 tháng 9 để chống lại cuộc phong tỏa của Hải quân Nam Tư.

### JNA tiến quân

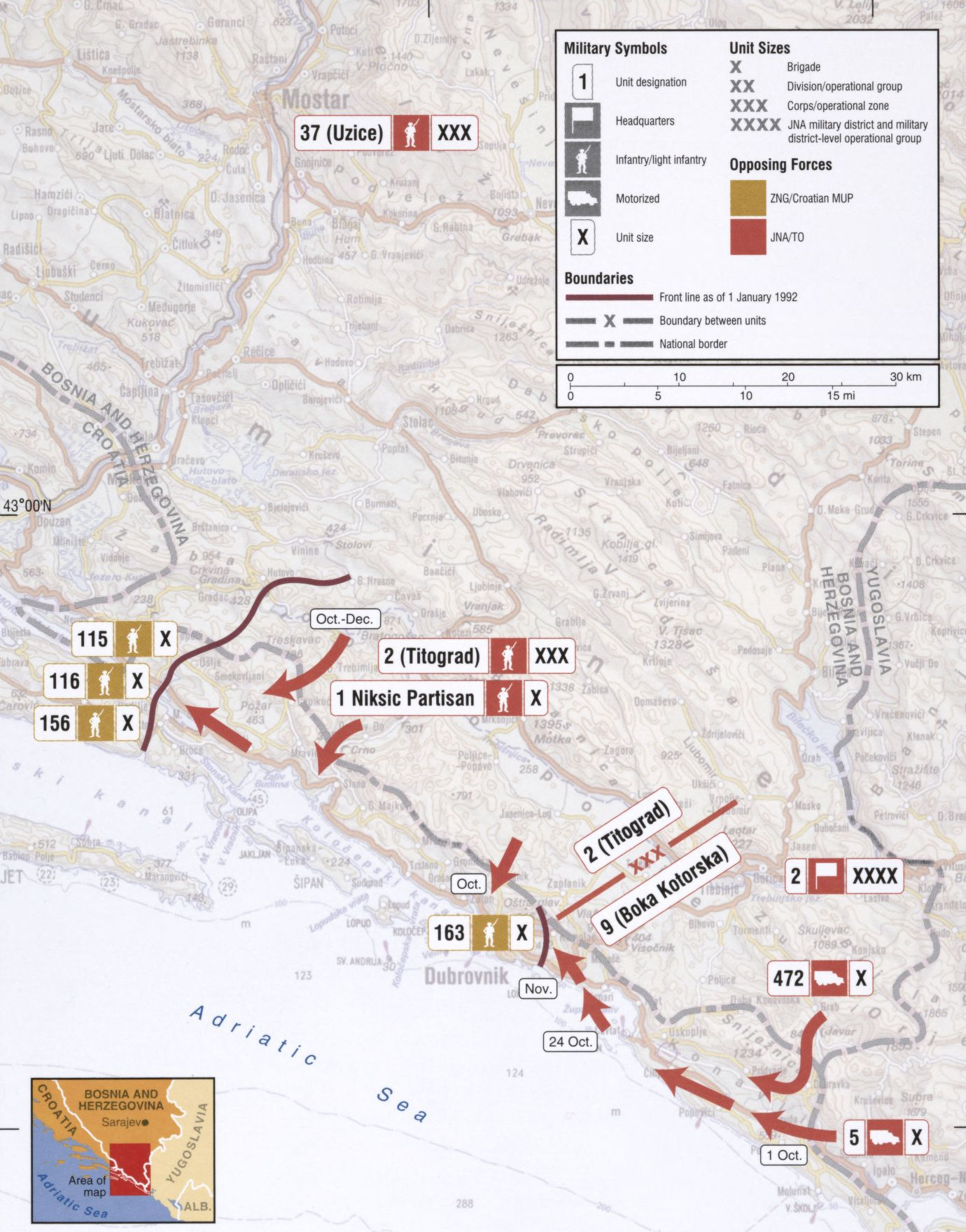
Bản đồ về cuộc tiến công của JNA tới Dubrovnik năm 1991

Vào ngày 1 tháng 10, JNA bắt đầu cuộc tấn công hướng tới Dubrovnik, di chuyển Quân đoàn 2 về phía tây qua cánh đồng Popovo ở phía bắc thành phố. Quân đoàn 2 đã phá hủy làng Ravno trước khi quay về phía nam hướng tới khu vực Dubrovačko Primorje, nhằm mục đích bao vây Dubrovnik từ phía tây. Trục tiên công thứ hai của JNA được giao cho Vùng Hải quân thứ 9, bắt nguồn từ Vịnh Kotor cách 35 kilômét (22 dặm) về phía đông nam và hướng qua Konavle. Việc tiến công bắt đầu lúc 5 giờ sáng sau khi pháo kích chuẩn bị tấn công Vitaljina và các mục tiêu khác ở Konavle. Cuộc tiến công sử dụng một số con đường trong khu vực, được hỗ trợ bởi Hải quân và Không quân Nam Tư. Hệ thống phòng thủ của Croatia gần như không tồn tại ở Konavle và yếu ở Dubrovačko Primorje, thương vong duy nhất của JNA  trong ngày xảy ra trong một cuộc phục kích thành công của ZNG ở làng Čepikuće. Vào ngày đầu tiên của cuộc tấn công, pháo binh JNA tấn công Đồi Srđ và mũi đất Žarkovica ngay phía bắc và phía đông của Dubrovnik, trong khi các máy bay MiG-21 của Không quân Nam Tư không kích Komolac, phá hủy nguồn cung cấp điện và nước đến Dubrovnik. Cho đến cuối tháng 12, Dubrovnik phụ thuộc vào nguồn nước ngọt do tàu thuyền cung cấp và điện từ một số máy phát điện.
Trong ba ngày tiếp theo, JNA đã tiến công chậm lại. Pháo binh tấn công Đồi Srđ, Pháo đài Imperial và Žarkovica vào ngày 2 tháng 10. Ngày hôm sau, JNA pháo kích vào Khách sạn Belvedere của Dubrovnik, nơi có đồn phòng thủ ZNG, và Không quân Nam Tư bắn phá Khách sạn Argentina. Vào ngày 4 tháng 10, Quân đoàn 2 đã chiếm được Slano ở Dubrovačko Primorje, đánh chặn Xa lộ Adriatic và cô lập Dubrovnik khỏi phần còn lại của Croatia. Vào ngày 5 tháng 10, Ploče bị pháo kích, sau đó là cuộc tấn công của Không quân Nam Tư vào Pháo đài Imperial vào ngày hôm sau.
Vào ngày 15 tháng 10, Croatia đề nghị đàm phán hòa bình với Montenegro, nhưng Tổng thống Serbia Slobodan Milošević đã bác bỏ đề nghị này. Đề nghị được đưa ra cho các quan chức Montenegro vì cuộc tấn công lần đầu được ủng hộ chính thức bởi chính phủ Montenegro vào ngày 1 tháng 10. Ba ngày sau, Serbia công khai tránh xa động thái này, đổ lỗi cho Croatia vì đã khiêu khích JNA. Vào ngày thứ bảy của cuộc tấn công, quốc hội Montenegro đã đổ lỗi cho JNA về vụ tấn công. Vào ngày 16 tháng 10 — một ngày sau khi Milošević từ chối đề nghị của Croatia — Vùng Hải quân số 9 đã chiếm được Cavtat. Việc đánh chiếm Cavtat được hỗ trợ bởi một chiến dịch đổ bộ cách 5 kilômét (3,1 dặm) về phía đông và một cuộc không kích vào Ploče vào ngày 18 tháng 10. Ngày hôm sau, một lệnh ngừng bắn đã được đồng ý nhưng đã bị vi phạm ngay khi có hiệu lực. Vào ngày 20 tháng 10, Không quân Nam Tư tấn công Dubrovnik và vào ngày 22 tháng 10, Hải quân Nam Tư bắn phá các khách sạn trú ẩn của những người tị nạn trong khu vực Lapad.
Vào ngày 23 tháng 10, JNA bắt đầu cuộc pháo kích liên tục vào Dubrovnik, bao gồm cả Khu Phố Cổ bên trong các bức tường thành phố, khiến Bộ Ngoại giao Hoa Kỳ phản đối vào ngày hôm sau. Vùng Hải quân số 9 chiếm được Župa Dubrovačka và Brgat vào ngày 24 tháng 10, trong khi Hải quân Nam Tư bắn phá đảo Lokrum. Ngày hôm sau, JNA đưa ra tối hậu thư cho thành phố, yêu cầu thành phố đầu hàng và trục xuất các quan chức khỏi Dubrovnik. Vào ngày 26 tháng 10, JNA đã chiếm được mỏm đất Žarkovica 2,3 km về phía đông nam và chiếm phần lớn vùng đất cao nhìn ra Dubrovnik vào ngày 27 tháng 10. Hướng tiến quân Tây Nam về phía Dubrovnik của Quân đoàn 2 thì chậm hơn. Cuộc tiến công đã phá hủy một phần lớn Vườn ươm Trsteno, cũng như di dời khoảng 15.000 người tị nạn khỏi các khu vực chiếm được. Khoảng 7.000 người đã được sơ tán khỏi Dubrovnik bằng đường biển vào tháng 10; số còn lại trú ẩn tại các khách sạn và các nơi khác trong thành phố.

### Phòng thủ Dubrovnik

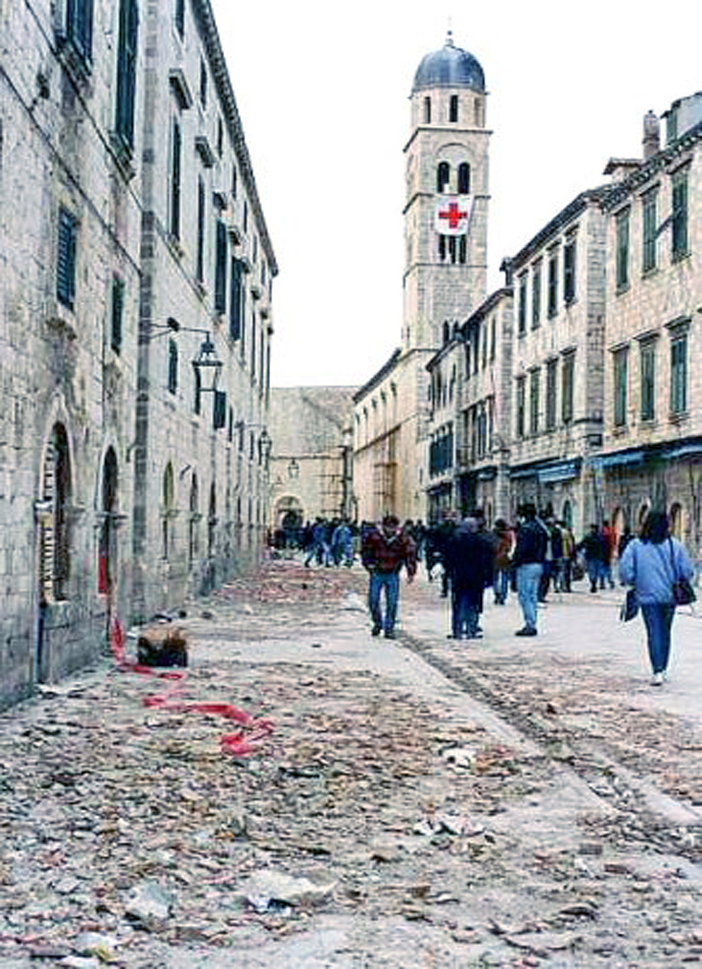
Thường dân đi dọc phố Stradun trong cuộc bao vây

JNA tiếp tục các cuộc tấn công bằng pháo nhằm vào Dubrovnik vào ngày 30 tháng 10 và cuộc bắn phá tiếp tục cho đến ngày 4 tháng 11, nhắm vào các khu vực phía tây của Dubrovnik — Gruž và Lapad - cũng như các khách sạn Babin Kuk và Argentina, nơi những người tị nạn trú ẩn. Vào ngày 3 – 4 tháng 11, JNA tấn công Khu Phố Cổ và Khách sạn Argentina. Ngày hôm sau, Pháo đài Imperial lại bị bắn phá một lần nữa. Vào ngày 7 tháng 11, JNA đưa ra một tối hậu thư mới yêu cầu Dubrovnik đầu hàng trước trưa hôm đó. Yêu cầu đã bị từ chối và Jokić thông báo rằng JNA sẽ chỉ giữ lại Khu Phố cổ. Cùng ngày, giao tranh lại tiếp tục gần Slano.
Pháo binh JNA và Hải quân Nam Tư tiếp tục bắn phá Dubrovnik từ ngày 9 đến ngày 12 tháng 11, nhắm vào Khu Phố cổ, Gruž, Lapad và Ploče, cũng như các khách sạn Belvedere, Excelsior, Babin Kuk, Tirena, Imperial và Argentina. Tên lửa dẫn đường được sử dụng để tấn công tàu thuyền ở bến cảng, trong khi một số tàu lớn hơn ở cảng Gruž — bao gồm cả phà Adriatic và tàu Pelagic thuộc sở hữu của Mỹ, đã bốc cháy và tiêu diệt. Pháo đài Imperial bị JNA tấn công vào ngày 9, 10 và 13 tháng 11. Các cuộc tấn công này được theo sau bởi một thời gian tạm lắng kéo dài cho đến cuối tháng 11 khi Phái đoàn Giám sát của Liên minh châu Âu (ECMM) làm trung gian trong các cuộc đàm phán giữa JNA và các nhà chức trách Croatia tại Dubrovnik. ECMM đã được rút vào giữa tháng 11 sau khi một số nhân viên bị tấn công bởi JNA, và việc hòa giải đã được thay thế bởi Ngoại trưởng về các vấn đề nhân đạo Pháp Bernard Kouchner và Trưởng phái đoàn UNICEF Stephan Di Mistura. Các cuộc đàm phán đã đưa ra các thỏa thuận ngừng bắn vào ngày 19 tháng 11 và ngày 5 tháng 12, nhưng không mang lại bất kỳ kết quả cụ thể nào trên thực tế. Thay vào đó, các đơn vị Quân đoàn 2 đóng tại Dubrovačko Primorje, phía tây bắc Dubrovnik, tiến đến điểm tiến công xa nhất vào ngày 24 tháng 11, khi lực lượng phòng thủ thành phố bị đẩy lùi về đường ranh giới Sustjepan – Srđ – khách sạn Belvedere. Ngày đó, JNA đã cố gắng thành lập Cộng hòa Dubrovnik trong khu vực chiếm đóng, nhưng cuối cùng đã thất bại.

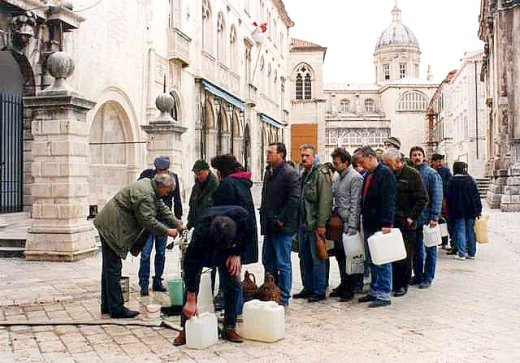
Mọi người xếp hàng tại một đường ống nước trong cuộc bao vây

Vào tháng 11, Dubrovnik bắt đầu nhận được lượng hàng viện trợ nhân đạo lớn nhất kể từ khi bắt đầu bị bao vây. Nỗ lực thành công đầu tiên để tiếp tế cho thành phố là đoàn tàu vận tải Libertas — một đội tàu dân sự, lớn nhất là tàu Slavija của Jadrolinija — đến Dubrovnik vào ngày 31 tháng 10. Đoàn tàu khởi hành từ Rijeka và thực hiện một số chuyến ghé cảng, tăng lên 29 tàu khi đến gần Dubrovnik. Đoàn tàu— cũng chở các quan sát viên ECMM, ít nhất 1.000 người biểu tình, Stjepan Mesić và Franjo Gregurić — ban đầu bị chặn lại bởi tàu khu trục Split giữa các đảo Brač và Šolta, và ngày hôm sau bởi các tàu tuần tra của Nam Tư ngoài khơi Korčula trước khi Hải đội Tàu vũ trang Dubrovnik hộ tống hạm đội đến Cảng Dubrovnik ở Gruž. Khi quay trở lại, Slavija đã sơ tán 2.000 người tị nạn khỏi Dubrovnik, mặc dù phải đi thuyền đến Vịnh Kotor trước để Hải quân Nam Tư kiểm tra.
Vào ngày 2 – 3 tháng 12, JNA tiếp tục tấn công vào Khu Phố cổ, sau đó là Pháo đài Imperial vào ngày 4 tháng 12. Trận pháo kích nặng nề nhất vào Khu Phố cổ bắt đầu lúc 5:48 sáng ngày 6 tháng 12. Khu Phố Cổ bị tấn công bởi 48 tên lửa 82 mm, 232 đạn cối 82 mm và 364 đạn cối 120 mm, cũng như 22 tên lửa dẫn đường. Hai hố va chạm cho thấy việc sử dụng các vũ khí hạng nặng. Các cuộc bắn phá tập trung vào Stradun — con đường đi dạo trung tâm Khu Phố cổ — và các khu vực phía đông bắc Stradun, trong khi các khu vực khác chịu tác động tương đối ít. Cuộc tấn công lắng xuống lúc 11:30 sáng. Tổng cộng, cuộc tấn công đã giết chết 13 thường dân — thiệt hại nặng nề nhất về nhân mạng trong cuộc vây hãm. Thư viện Trung tâm Liên trường Đại học Dubrovnik chứa 20.000 cuốn sách cũng đã bị phá hủy trong cuộc tấn công và khách sạn Libertas đã bị tấn công bởi JNA. Vụ tấn công Khu Phố Cổ ngày 6 tháng 12 đã vấp phải sự phản đối mạnh mẽ của giới truyền thông quốc tế, Tổng giám đốc UNESCO Federico Mayor Zaragoza, Đặc phái viên của Tổng Thư ký Liên Hợp Quốc Cyrus Vance và ECMM vào ngày xảy ra vụ bắn phá. Cuối ngày hôm đó, JNA đã đưa ra một tuyên bố lấy làm tiếc và hứa sẽ điều tra. Vào ngày 7 tháng 12, đại diện của JNA đã đến thăm Khu Phố cổ để kiểm tra thiệt hại nhưng không có hành động nào khác được ghi nhận.
Tất cả các hệ thống phòng thủ của Croatia đều cách Khu Phố cổ 3 đến 4 kilômét (1,9 đến 2,5 dặm), ngoại trừ Pháo đài Imperial khoảng 1 kilômét (0,62 dặm) về phía bắc. Pháo đài bị tấn công lúc 5:50 sáng — vài phút sau khi cuộc bắn phá Khu Phố Cổ bắt đầu. Cuộc tấn công do Tiểu đoàn 3 thuộc Lữ đoàn cơ giới 472 JNA thực hiện, tiến công đồng loạt từ hai hướng. Cuộc tấn công chính bao gồm một lực lượng cỡ đại đội và lực lượng thứ yếu gồm một trung đội lính bộ binh — cả hai đều được hỗ trợ bởi xe tăng T-55 và pháo binh. Đến 8 giờ sáng, bộ binh tiến đến Pháo đài Imperial, buộc lực lượng phòng thủ phải rút lui vào trong và yêu cầu trợ giúp. Marinović ra lệnh cho pháo binh HV bắn trực tiếp vào pháo đài và điều động một đơn vị cảnh sát đặc biệt đến tăng cường cho đồn trú của Pháo đài Imperial. Tới 2 giờ chiều, JNA đã ngừng cuộc tấn công. Ngày hôm đó, Sveti Vlaho — con tàu đầu tiên do Hải đội Tàu vũ trang Dubrovnik đưa vào hoạt động và được đặt tên theo vị thánh bảo trợ của thành phố là Thánh Blasius — đã bị đánh chìm bởi một tên lửa dẫn đường.

### Croatia phản công

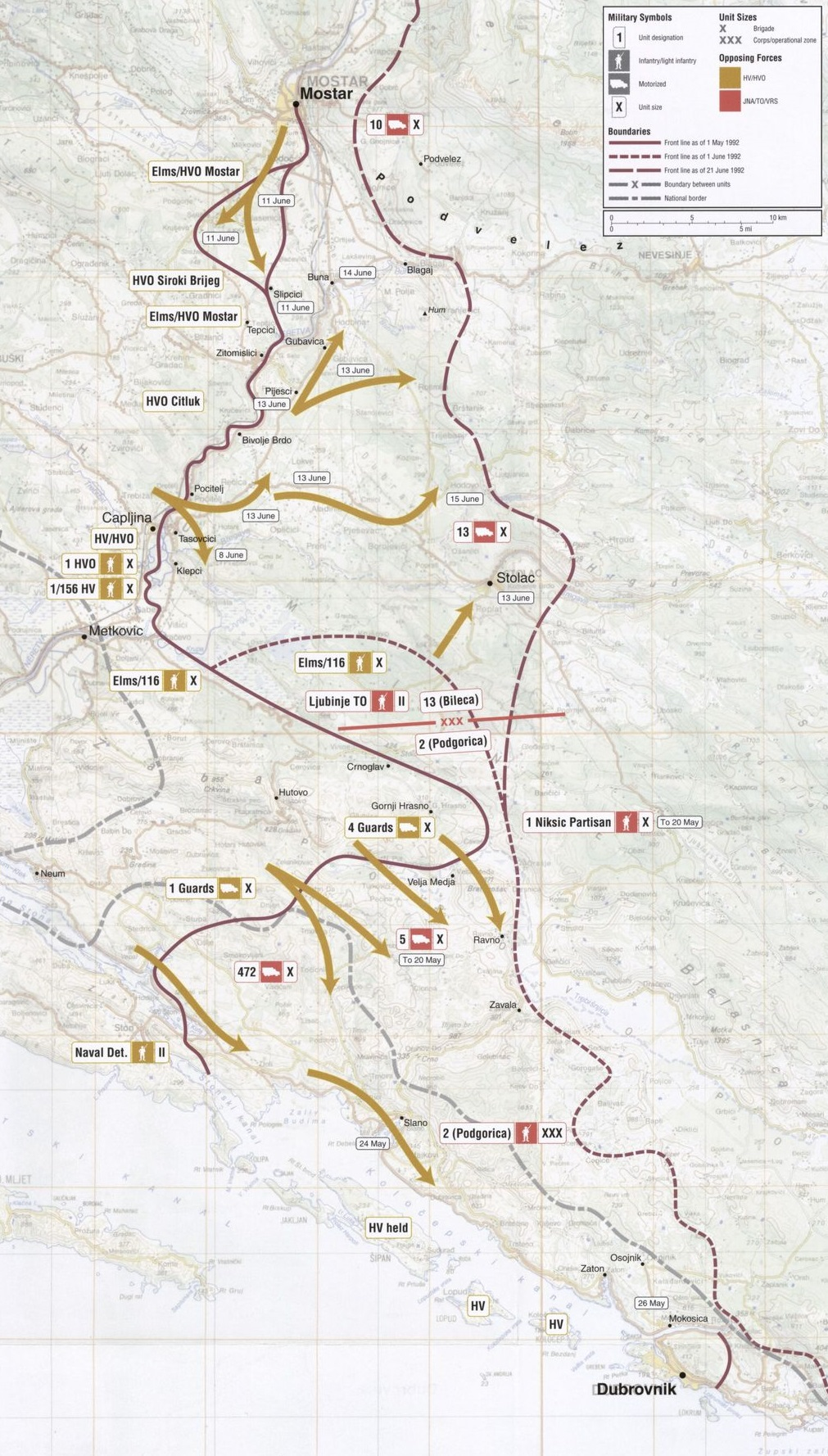
Bản đồ về cuộc tiến công của HV tới Dubrovnik vào tháng 5 năm 1992 và Chiến dịch Jackal sau đó

Vào ngày 7 tháng 12 năm 1991, một lệnh ngừng bắn khác đã được đồng ý và lực lượng JNA bao vây Dubrovnik hầu như dừng hoạt động. Vào tháng 1 năm 1992, Thỏa thuận Sarajevo được ký kết bởi các đại diện của Croatia, JNA và LHQ, và giao tranh tạm dừng. Lực lượng Bảo vệ Liên hợp quốc (UNPROFOR) đã được triển khai tới Croatia để giám sát và duy trì thỏa thuận. Serbia tiếp tục ủng hộ RSK. Xung đột chủ yếu diễn ra ở các vị trí cố thủ và JNA nhanh chóng rút khỏi Croatia vào Bosna và Hercegovina, nơi dự kiến một cuộc xung đột mới. Ngoại lệ duy nhất là khu vực Dubrovnik, nơi JNA tấn công về phía tây từ Dubrovačko Primorje, đẩy lùi các phần tử của Lữ đoàn bộ binh số 114 và 116 của HV và tiến đến ngoại ô Ston vào đầu năm 1992.
Lực lượng HV đã mạnh lên đáng kể trong vài tháng đầu năm 1992 sau khi có được kho dự trữ lớn vũ khí của JNA. Sau khi JNA rút quân ở Croatia, lực lượng còn lại đã thành lập một đội quân Serb Bosnia mới, sau đó được đổi tên thành Quân đội Cộng hòa Srpska (VRS). Động thái này diễn ra sau tuyên bố độc lập của Cộng hòa Serbia thuộc Bosnia và Herzegovina (Српска Република Босна и Херцеговина) vào ngày 9 tháng 1 năm 1992, ngay trước cuộc trưng cầu dân ý về nền độc lập của Bosnia và Herzegovina. Cuộc trưng cầu dân ý sau đó được coi là cái cớ cho Chiến tranh Bosnia, bắt đầu vào đầu tháng 4 năm 1992, khi pháo binh của VRS bắt đầu pháo kích vào Sarajevo. JNA và VRS ở Bosnia và Herzegovina đã phải đối mặt với Quân đội Cộng hòa Bosnia và Herzegovina và Hội đồng Quốc phòng Croatia (HVO), báo cáo lần lượt với chính phủ trung ương Bosniak và ban lãnh đạo Bosnia Croat. HV đôi khi được triển khai đến Bosnia và Herzegovina để hỗ trợ HVO.
Vào tháng 4 năm 1992, JNA bắt đầu các hoạt động tấn công chống lại HV và HVO tại các khu vực phía tây và nam Herzegovina gần Kupres và Stolac. Quân khu 4 của JNA được Strugar chỉ huy, với mục tiêu là đánh chiếm Stolac và phần lớn bờ đông sông Neretva ở phía nam Mostar. Các cuộc giao tranh xung quanh Mostar và cuộc tấn công của JNA vào thành phố bắt đầu vào ngày 6 tháng 4. JNA đã đẩy lực lượng HV/HVO khỏi Stolac vào ngày 11 tháng 4 và Čapljina bị tấn công bởi hỏa lực của JNA. Một lệnh ngừng bắn đã được sắp xếp vào ngày 7 tháng 5 nhưng JNA và lực lượng người Serb Bosnia tiếp tục cuộc tấn công vào ngày hôm sau. Cuộc tấn công đã thành công khi chiếm được một phần lớn của Mostar và một số lãnh thổ ở bờ tây sông Neretva. Vào ngày 12 tháng 5, lực lượng JNA có trụ sở tại Bosnia và Herzegovina trở thành một phần của VRS, và Nhóm tác chiến số 2 của JNA được đổi tên thành Quân đoàn 4 Quân đội Công hòa Srpska. Croatia coi các động thái của JNA như một màn dạo đầu cho các cuộc tấn công vào miền nam Croatia, đặc biệt nhằm vào Cảng Ploče và có thể là Split. Để chống lại mối đe dọa, HV bổ nhiệm Janko Bobetko làm chỉ huy Mặt trận phía Nam, bao gồm các khu vực Herzegovina và Dubrovnik. Bobetko tái cơ cấu lại HVO và đảm nhận quyền chỉ huy của HVO trong khu vực, cũng như các đơn vị HV mới được triển khai, các Lữ đoàn Cận vệ 1 và Cận vệ 4.

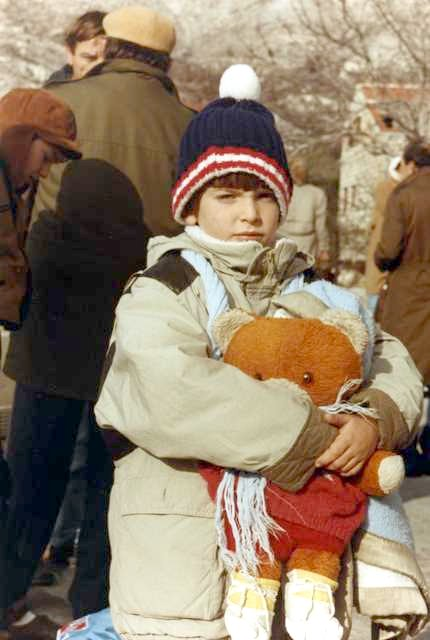
Một đứa trẻ chờ được sơ tán khỏi Dubrovnik vào tháng 12 năm 1991

VRS và JNA tấn công phía bắc Ston vào ngày 11 tháng 4, đẩy lùi lực lượng Lữ đoàn bộ binh HV 115 và Lữ đoàn cận vệ HV, giành được một lãnh thổ nhỏ. Khu vực tiền tuyến ổn định vào ngày 23 tháng 4 và HV phản công và chiếm lại một số khu vực sau ngày 27 tháng 4. Vào ngày 17 tháng 5, Bobetko ra lệnh cho 2 lữ đoàn tổ chức một cuộc tấn công lớn. Lữ đoàn cận vệ 1 được giao nhiệm vụ tiến lên phối hợp với Đại đội Ston bảo vệ đường tiếp cận bán đảo Pelješac và tiến tới Slano. Lữ đoàn cận vệ 4 được lệnh đảm bảo nội địa của Dubrovačko Primorje bằng cách tiến dọc theo vành đai Popovo. Đồng thời, JNA đã bị áp lực bởi cộng đồng quốc tế để rút về phía đông Dubrovnik về Konavle.
Lữ đoàn cận vệ 1, được hỗ trợ bởi các thành phần của Lữ đoàn bộ binh 115, đã đánh chiếm Čepikuće vào ngày 21 tháng 5 và Slano vào ngày 22 – 23 tháng 5. Phi đội Tàu vũ trang Dubrovnik đã đổ bộ quân vào Slano vào đêm hôm trước, nhưng đã bị JNA đẩy lui. Vào đêm 23 – 24 tháng 5, JNA tấn công Sustjepan và vùng ngoại ô phía bắc Dubrovnik. Vào ngày 26 tháng 5, JNA bắt đầu rút khỏi Mokošica và Žarkovica. Lữ đoàn bộ binh 163 tiến công từ Dubrovnik; Tiểu đoàn 1 của lữ đoàn chiếm các vị trí ở Brgat và Župa Dubrovačka, và Tiểu đoàn 2 được triển khai đến Osojnik. Ngày 29 tháng 5, Lữ đoàn cận vệ 4 tái chiếm Ravno. Vào ngày 31 tháng 5, Tiểu đoàn 2 của Lữ đoàn 163 đã đẩy chiếc JNA đến Golubov Kamen, nhưng không chiếm được khu vực. Lữ đoàn được giải vây bởi Lữ đoàn bộ binh 145 vào ngày 15 tháng 6. Dubrovnik liên tục là mục tiêu của pháo binh JNA cho đến ngày 16 tháng 6, và sau đó gián đoạn cho đến ngày 30 tháng 6. Vào ngày 7 tháng 6, các Lữ đoàn cận vệ 1 và Cận vệ 4 ngừng tiến công tại Dubrovačko Primorje trong vùng lân cận của Orahov Do, một ngôi làng ở phía bắc Slano.

## Hậu quả

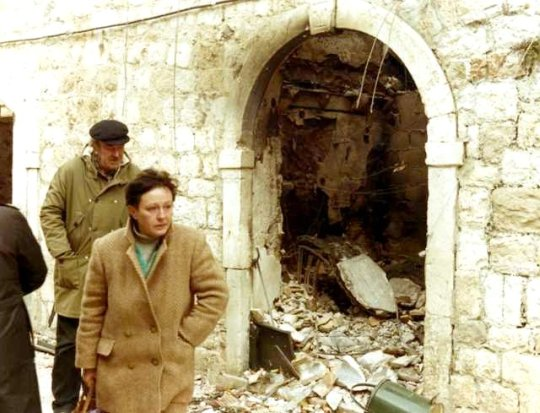
Thiệt hại sau vụ pháo kích vào một tòa nhà ở Dubrovnik

Bất kể kết quả quân sự, cuộc vây hãm Dubrovnik chủ yếu được ghi nhớ bởi cuộc cướp bóc quy mô lớn của quân đội JNA và cuộc pháo kích vào Dubrovnik, đặc biệt là Khu Phố cổ. Phản ứng của các phương tiện truyền thông quốc tế và các phương tiện truyền thông đưa tin về cuộc bao vây đã củng cố một ý kiến, đã hình thành từ khi Vukovar sụp đổ, rằng hành vi của JNA và người Serb là man rợ và có ý định thống trị Croatia. Các nhà chức trách Serbia cho rằng cộng đồng quốc tế không có cơ sở đạo đức để phán xét vì không can thiệp khi hàng trăm nghìn người Serb bị giết trong các trại tập trung của Croatia trong Thế chiến thứ hai. Bên cạnh các cuộc phản đối của Mayor Zaragoza, Vance và ECMM, 104 người đoạt giải Nobel đã xuất bản một quảng cáo toàn trang trên The New York Times vào ngày 14 tháng 1 năm 1992 với sự khuyến khích của Linus Pauling, kêu gọi các chính phủ trên toàn thế giới ngăn chặn sự phá hủy không kiềm chế của JNA. Trong thời gian vây hãm, UNESCO đã xếp Dubrovnik vào Danh sách di sản thế giới bị đe dọa. Cuộc vây hãm đã định hình dư luận quốc tế về Chiến tranh giành độc lập Croatia, trở thành một yếu tố góp phần quan trọng vào sự thay đổi trong ngoại giao quốc tế và sự cô lập kinh tế của Serbia và Nam Tư. Vào ngày 17 tháng 12 năm 1991, Cộng đồng Kinh tế châu Âu đã đồng ý công nhận nền độc lập của Croatia vào ngày 15 tháng 1 năm 1992.
Từ tháng 10 đến tháng 12 năm 1991, JNA đã chiếm được khoảng 1.200 kilômét vuông (460 dặm vuông Anh) lãnh thổ xung quanh Dubrovnik — tất cả đều được HV chiếm lại trong cuộc phản công tháng 5 năm 1992 khi JNA rút lui về phía đông Dubrovnik, và trong các cuộc tấn công tiếp theo của HV — Chiến dịch Tiger và Trận Konavle từ tháng 7 đến tháng 10 năm 1992. Khoảng 82 đến 88 thường dân đã thiệt mạng trong cuộc vây hãm, cũng như 194 binh sĩ Croatia. 94 binh sĩ Croatia đã thiệt mạng trong khoảng thời gian từ tháng 10 đến tháng 12 năm 1991. Tổng cộng 417 người đã thiệt mạng trong tất cả các hoạt động quân sự xung quanh Dubrovnik vào cuối tháng 10 năm 1992. Quân đội nhân dân Nam Tư cũng có 165 người thiệt mạng. Khoảng 15.000 người tị nạn từ Konavle và các khu vực khác xung quanh Dubrovnik đã chạy đến thành phố, và khoảng 16.000 người tị nạn đã được sơ tán bằng đường biển từ Dubrovnik đến các vùng khác của Croatia. JNA đã thiết lập hai trại tù binh chiến tranh, một ở Bileća và một ở Morinj. Trong và sau cuộc vây hãm, 432 người, chủ yếu là dân thường từ Konavle, đã bị bỏ tù — 292 ở Morinj và 140 ở Bileća — và bị lạm dụng thể chất và tâm lý, thực hiện bởi các thành viên JNA và các nhóm bán quân sự, cũng như một số dân thường. Nhiều người trong số những người bị bắt giữ đã được đổi lấy tù binh chiến tranh do Croatia giam giữ vào ngày 12 tháng 12 năm 1991. Hai trại này vẫn hoạt động cho đến tháng 8 năm 1992.

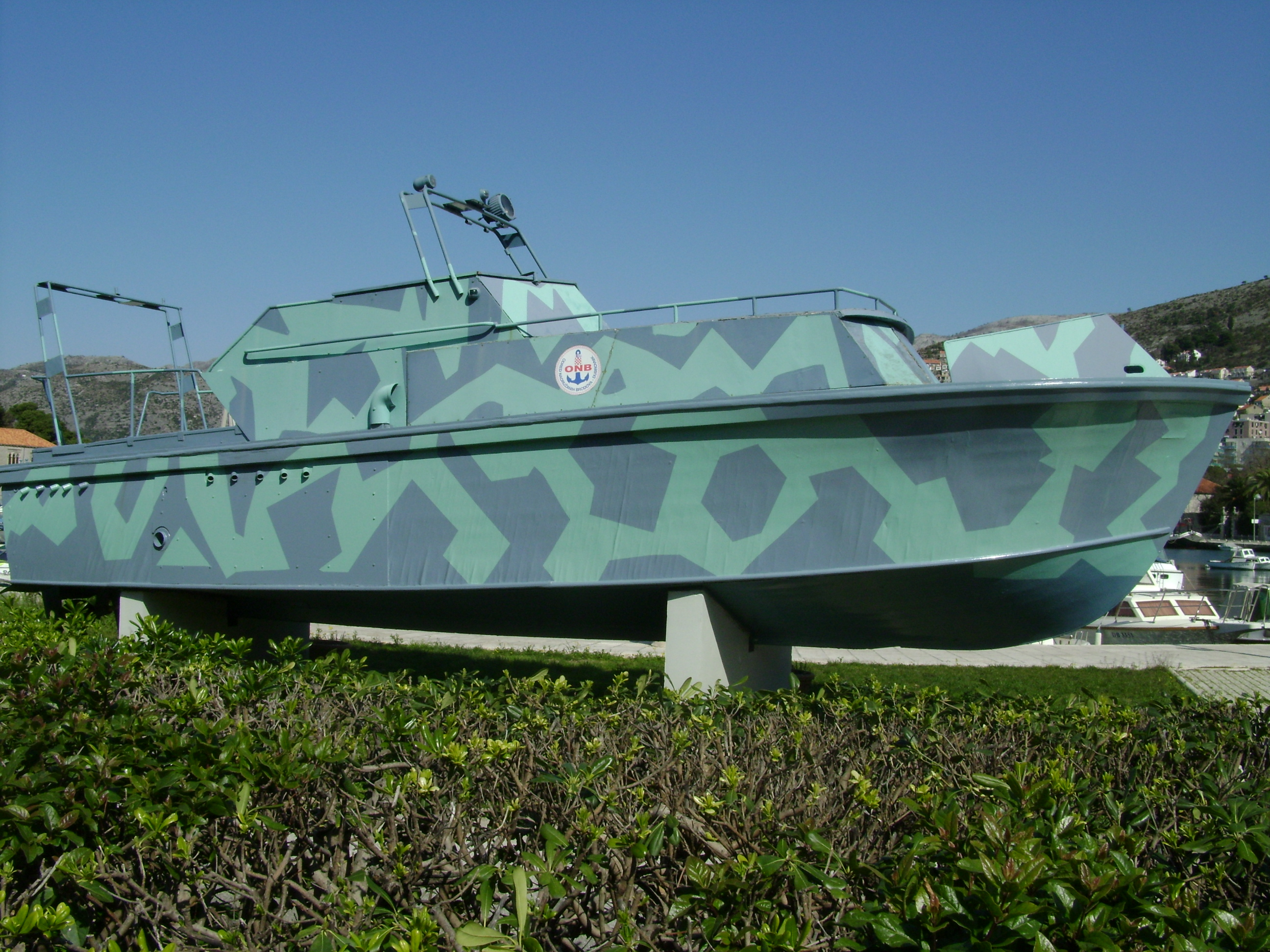
Sveti Vlaho, con tàu đầu tiên của Hải đội Tàu vũ trang Dubrovnik

11.425 tòa nhà trong khu vực bị thiệt hại; 886 bị phá hủy hoàn toàn và 1.675 bị phá hủy một phần. Chi phí thiệt hại ước tính khoảng 480 triệu Mác. Một nhóm của UNESCO đã ở lại thành phố từ ngày 27 tháng 11 đến ngày 20 tháng 12 năm 1991 đấnh giá thiệt hại đối với Khu Phố Cổ Dubrovnik. Người ta ước tính rằng 55,9 phần trăm các tòa nhà bị hư hại, 11,1 phần trăm bị hư hại nặng và một phần trăm bị thiêu rụi. Bảy cung điện theo phong cách Baroque bị cháy là tổn thất lớn nhất. Thiệt hại bổ sung là do quân đội JNA cướp phá các viện bảo tàng, doanh nghiệp và nhà riêng. Tất cả các hiện vật ở Bảo tàng Tưởng niệm Vlaho Bukovac ở Cavtat đã bị lấy đi. Tu viện dòng Phan Sinh Thánh Jerome ở Slano cũng bị nhắm tới. JNA thừa nhận rằng cướp bóc đã diễn ra, nhưng Jokić cho biết tài sản sẽ được phân phối cho những người tị nạn Serbia bởi một cơ quan quản lý đặc biệt của JNA được thành lập vào ngày 15 tháng 12 năm 1991. Tuy nhiên, có thể một số tài sản cướp cuối cùng được bán trên thị trường chợ đen. Sân bay Čilipi cũng bị cướp và các thiết bị được đưa đến các sân bay Podgorica và Tivat.
Sau những nỗ lực biện minh cho cuộc tấn công của JNA, các nhà chức trách ở Serbia và Montenegro đã cố gắng phủ nhận thiệt hại đối với Khu Phố Cổ. Đài Truyền hình Serbia nói rằng khói bốc lên từ Khu Phố Cổ là kết quả của việc người dân Dubrovnik đốt lốp ô tô. Các quan chức và phương tiện truyền thông ở Montenegro gọi cuộc tấn công là cuộc chiến vì hòa bình, hay một cuộc phong tỏa — áp dụng thuật ngữ này cho các hoạt động trên bộ và phong tỏa hải quân. Theo một cuộc khảo sát năm 2010 về dư luận ở Serbia, 40% những người được hỏi không biết ai đã bắn phá Dubrovnik, trong khi 14% tin rằng không có vụ pháo kích nào xảy ra. Trong cuộc họp tháng 6 năm 2000 với Tổng thống Croatia Mesić, Tổng thống Montenegro Milo Đukanović đã xin lỗi Croatia về vụ tấn công. Cử chỉ này được hoan nghênh ở Croatia, nhưng điều này đã bị các đối thủ chính trị của Đukanović ở Montenegro và chính quyền Serbia lên án.
Năm 2007, nhà làm phim người Montenegro Koča Pavlović đã phát hành một bộ phim tài liệu mang tên Rat za mir (Chiến tranh vì hòa bình), đề cập đến vai trò của tuyên truyền chiến tranh trong cuộc vây hãm, lời khai của các tù nhân trại Morinj và các cuộc phỏng vấn với các binh sĩ Quân đội nhân dân Nam Tư. Vào năm 2011, Đài Truyền hình Montenegro đã phát sóng một loạt phim tài liệu sử dụng cảnh quay lưu trữ có tựa đề Rat za Dubrovnik (Chiến tranh vì Dubrovnik), mặc dù đã có những nỗ lực nhằm tiêu hủy lưu trữ truyền hình và báo Pobjeda. Vào năm 2012, Aleksandar Črček và Marin Marušić đã sản xuất một bộ phim tài liệu có tựa đề Konvoj Libertas (Đoàn xe Libertas), nói về việc cung cấp viện trợ nhân đạo cho Dubrovnik thông qua cuộc phong tỏa của hải quân.

## Tội ác chiến tranh

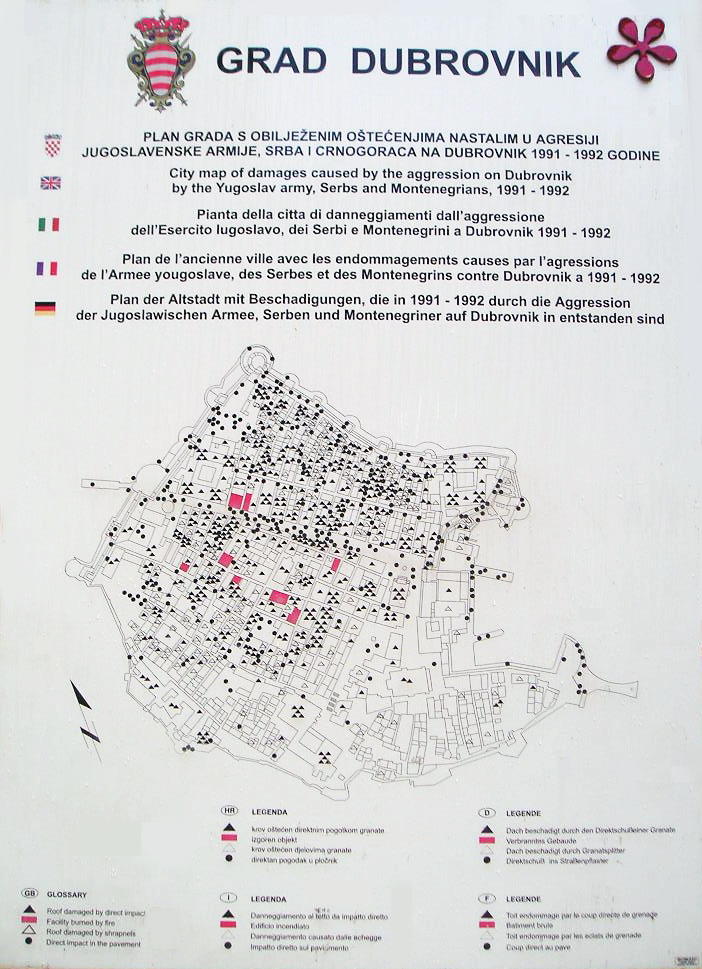
Bản đồ Khu Phố cổ cho thấy thiệt hại do cuộc bắn phá của Quân đội nhân dân Nam Tư

Các công tố viên của Tòa án Hình sự Quốc tế về Nam Tư cũ (ICTY), được thành lập vào năm 1993 và dựa trên Nghị quyết 827 của Hội đồng Bảo an Liên hợp quốc, truy tố Milošević, Strugar, Jokić, tham mưu trưởng Vùng 9 Hải quân Quân đội nhân dân Nam Tư Milan Zec và chỉ huy sĩ quan Tiểu đoàn 3 thuộc Lữ đoàn cơ giới 472 Quân đội nhân dân Nam Tư Vladimir Kovačević. Cáo trạng bao gồm các cáo buộc rằng cuộc tấn công nhằm vào Dubrovnik nhằm mục đích tách khu vực này khỏi Croatia và sáp nhập khu vực này vào Serbia hoặc Montenegro. Jokić nói rằng cuộc tấn công chỉ nhằm mục đích phong tỏa Dubrovnik, nhưng tuyên bố đó sau đó đã bị Cokić bác bỏ. Mihailo Crnobrnja, cựu đại sứ Nam Tư tại Liên minh châu Âu, suy đoán rằng cuộc vây hãm nhằm buộc chấm dứt các cuộc phong tỏa doanh trại của Quân đội nhân dân Nam Tư ở Croatia và đòi bán đảo Prevlaka cho Montenegro.
Việc xét xử Slobodan Milošević không bao giờ được hoàn tất vì Milošević đã qua đời vào ngày 11 tháng 3 năm 2006 khi đang bị ICTY tạm giam. Strugar được chuyển giao cho ICTY vào ngày 21 tháng 10 năm 2001. Quá trình xét xử và kháng cáo đã được hoàn tất vào năm 2008, với phán quyết cuối cùng cho rằng các tội ác — bao gồm các cuộc tấn công vào dân thường, tàn phá là không cần thiết và vi phạm luật chiến tranh. Ông bị kết án bảy năm rưỡi tù giam, nhưng được ra sớm vào năm 2009, bảy năm bốn tháng sau khi chuyển sang ICTY. Jokić đã được chuyển giao cho ICTY vào ngày 12 tháng 11 năm 2001. Ông đã nhận tội và bị kết án về các tội danh bao gồm giết người, đối xử tàn bạo, tấn công dân thường và vi phạm luật chiến tranh. Năm 2004, Jokić bị kết án bảy năm tù. Phán quyết đã được xác nhận vào năm 2005. Jokić được chuyển đến Đan Mạch để thụ án và được thả vào ngày 1 tháng 9 năm 2008. ICTY đã rút lại các cáo buộc chống lại Zec vào ngày 26 tháng 7 năm 2002. Kovačević bị bắt vào năm 2003 tại Serbia và được chuyển giao cho ICTY. Với lý do bệnh tâm thần, Kovačević được tạm thời thả tự do vào ngày 2 tháng 6 năm 2004 và quá trình tố tụng được chuyển sang cơ quan tư pháp ở Serbia vào năm 2007. Ông sau đó được điều trị tâm thần tại Học viện Quân y ở Beograd. Tính đến tháng 5 năm 2012, Kovačević được các nhà chức trách Serbia cho là không thích hợp để hầu tòa. Các cáo buộc chống lại Kovačević bao gồm giết người, đối xử tàn ác, tàn phá không cần thiết và vi phạm luật chiến tranh.
Năm 2008, chính quyền Montenegro buộc tội sáu cựu binh sĩ Quân đội nhân dân Nam Tư về tội ngược đãi tù nhân ở Morinj vào năm 1991 và 1992. Bốn trong số sáu người đã bị kết án vì tội ác chiến tranh vào tháng 7 năm 2013. Ivo Menzalin bị kết án bốn năm, Špiro Lučić và Boro Gligić bị kết án ba năm trong khi Ivo Gonjić bị kết án hai năm. Bốn người đã kháng cáo quyết định này, và vào tháng 4 năm 2014, Tòa án Tối cao Montenegro đã bác bỏ đơn kháng cáo của họ. Một số cựu tù nhân của trại Morinj đã kiện Montenegro và được trả tiền bồi thường.
Vào tháng 10 năm 2008, Croatia đã truy tố Božidar Vučurević — thị trưởng của Trebinje và lãnh đạo người Serb Bosnia ở phía đông Herzegovina vào thời điểm xảy ra cuộc tấn công — vì các cuộc tấn công nhằm vào dân thường của Dubrovnik. Jokić xác nhận rằng mình đã nhận được lệnh từ cả Strugar và Vučurević. Vào ngày 4 tháng 4 năm 2011, Vučurević bị bắt tại Serbia và Croatia yêu cầu dẫn độ. Ông được tại ngoại vào ngày 17 tháng 6. Vào tháng 9, yêu cầu dẫn độ được chấp thuận nhưng Vučurević đã rời khỏi Serbia và quay trở lại Trebinje, tránh bị dẫn độ. Năm 2009, các nhà chức trách Croatia đã đệ đơn buộc tội 10 sĩ quan Quân đội nhân dân Nam Tư, bao gồm Cokić, Ružinovski, Strugar, Jokić, Zec và Kovačević. Họ bị buộc tội về các tội ác chiến tranh ở khu vực Dubrovnik trước hoặc sau ngày 6 tháng 12 năm 1991, những tội này không được đề cập trong các cáo trạng của ICTY. Các cáo buộc được đưa ra sau khi ICTY cung cấp các tài liệu được thu thập trong quá trình điều tra. Năm 2012, Croatia truy tố sĩ quan chỉ huy Tiểu đoàn 3 thuộc Lữ đoàn cơ giới số 5 Quân đội nhân dân Nam Tư và buộc tội đốt 90 ngôi nhà, cơ sở kinh doanh và công trình công cộng ở Čilipi từ ngày 5 đến ngày 7 tháng 10 năm 1991.
Cuộc bao vây Dubrovnik cũng là một chủ đề trong vụ án diệt chủng của Croatia chống lại Serbia, trước Tòa án Công lý Quốc tế (ICJ). Croatia tuyên bố 123 thường dân từ Dubrovnik đã thiệt mạng trong cuộc bao vây. Croatia đã trình các bức thư từ cảnh sát Croatia để hỗ trợ những tuyên bố này, tuy nhiên, trong phán quyết năm 2015, Tòa lưu ý rằng tất cả những bức thư này được chuẩn bị muộn hơn nhiều, và đặc biệt là đều không được ký tên và không chỉ ra các trường hợp 123 người được cho là bị giết. Trích dẫn các phán quyết của Strugar và Jokić trong ICTY về Dubrovnik, ICJ đã công nhận rằng ít nhất hai thường dân thiệt mạng do vụ pháo kích vào Dubrovnik vào ngày 6 tháng 12 và một người nữa vào ngày 5 tháng 10 năm 1991. Tuy nhiên, những phán quyết này không đầy đủ, chỉ bao gồm thời gian của cuộc vây hãm trong hai ngày này, và chỉ được giới hạn trong khu phố cổ chứ không phải toàn bộ thành phố Dubrovnik. Tòa án "kết luận từ những điều đã đề cập ở trên rằng đã xác định rằng một số vụ giết người đã được thực hiện bởi Quân đội nhân dân Nam Tư chống lại người Croat ở Dubrovnik trong khoảng thời gian từ tháng 10 đến tháng 12 năm 1991, mặc dù không ở quy mô mà Croatia cáo buộc".

### Sách
- Central Intelligence Agency, Office of Russian and European Analysis (2002). Balkan Battlegrounds: A Military History of the Yugoslav Conflict, 1990–1995. Washington, D.C.: Central Intelligence Agency. ISBN 9780160664724. OCLC 50396958.
- Armatta, Judith (2010). Twilight of Impunity: The War Crimes Trial of Slobodan Milosevic. Duke University Press. ISBN 978-0-8223-4746-0.
- Biserko, Sonja, biên tập (2006). Dubrovnik: "Rat za mir" [Dubrovnik: "War for peace"] (PDF) (bằng tiếng Serbia). Helsinki Committee for Human Rights in Serbia. ISBN 86-7208-119-6.
- Blaskovich, Jerry (1997). Anatomy of Deceit: An American Physician's First-hand Encounter with the Realities of the War in Croatia. Dunhill Publishing. ISBN 0-935016-24-4.
- Crnobrnja, Mihailo (1996). The Yugslav Drama. McGill-Queen's University Press. ISBN 0-7735-6615-5.
- Delpla, Isabelle; Bougarel, Xavier; Fournel, Jean-Louis (2012). Investigating Srebrenica: Institutions, Facts, Responsibilities. Berghahn Books. ISBN 978-0-85745-472-0.
- Forrest, Craig (2012). International Law and the Protection of Cultural Heritage. Routledge. ISBN 9781135224509.
- Hawkesworth, M.E.; Kogan, Maurice (1999). Eastern Europe and the Commonwealth of Independent States. Routledge. ISBN 978-1-85743-058-5.
- Hooker, Norman (1997). Maritime casualties, 1963-1996. LLP. ISBN 1859781101.
- Lucarelli, Sonia (2000). Europe and the Breakup of Yugoslavia: A Political Failure in Search of a Scholarly Explanation. Martinus Nijhoff Publishers. ISBN 978-90-411-1439-6.
- Mesić, Stepan (2004). The Demise of Yugoslavia: A Political Memoir. Central European University Press. ISBN 963-9241-71-7.
- Ramet, Sabrina P. (2006). The Three Yugoslavias: State-Building And Legitimation, 1918–2006. Indiana University Press. ISBN 978-0-253-34656-8.
- Schabas, William A. (2006). The UN International Criminal Tribunals: The Former Yugoslavia, Rwanda and Sierra Leone. Cambridge University Press. ISBN 978-0-521-84657-8.
- Stewart, James (2006). Cadogan Guide Croatia. New Holland Publishers. ISBN 1-86011-319-2.[liên kết hỏng]
- Thomas, Nigel; Mikulan, Krunoslav; Pavlović, Darko (2006). The Yugoslav Wars (1): Slovenia & Croatia 1991–95. Osprey Publishing. ISBN 1-84176-963-0. Bản gốc lưu trữ ngày 18 tháng 12 năm 2014.
- Thompson, Wayne C. (2012). Nordic, Central & Southeastern Europe 2012. Rowman & Littlefield. ISBN 978-1-61048-891-4.
- Zabkar, Anton (1995). The Drama in Former Yugoslavia: The Beginning of the End Or the End of the Beginning?. DIANE Publishing. ISBN 0-7881-3944-4.

### Báo chí
- "Roads Sealed as Yugoslav Unrest Mounts". The New York Times. Reuters. ngày 19 tháng 8 năm 1990. Lưu trữ bản gốc ngày 12 tháng 12 năm 2012.
- Engelberg, Stephen (ngày 3 tháng 3 năm 1991). "Belgrade Sends Troops to Croatia Town". The New York Times. Lưu trữ bản gốc ngày 28 tháng 11 năm 2013.
- Sudetic, Chuck (ngày 2 tháng 4 năm 1991). "Rebel Serbs Complicate Rift on Yugoslav Unity". The New York Times. Lưu trữ bản gốc ngày 28 tháng 11 năm 2013.
- Sudetic, Chuck (ngày 26 tháng 6 năm 1991). "2 Yugoslav States Vote Independence To Press Demands". The New York Times. Lưu trữ bản gốc ngày 29 tháng 7 năm 2012.
- Sudetic, Chuck (ngày 29 tháng 6 năm 1991). "Conflict in Yugoslavia; 2 Yugoslav States Agree to Suspend Secession Process". The New York Times. Lưu trữ bản gốc ngày 28 tháng 11 năm 2013.
- Williams, Carol J. (ngày 31 tháng 10 năm 1991). "Peace Flotilla Due to Dock in Dubrovnik". Los Angeles Times. Lưu trữ bản gốc ngày 28 tháng 11 năm 2013.
- Binder, David (ngày 9 tháng 11 năm 1991). "Old City Totters in Yugoslav Siege". The New York Times. Lưu trữ bản gốc ngày 28 tháng 11 năm 2013.
- Binder, David (ngày 15 tháng 11 năm 1991). "Refugees Pack Boat Out of Dubrovnik". The New York Times. Lưu trữ bản gốc ngày 28 tháng 11 năm 2013.

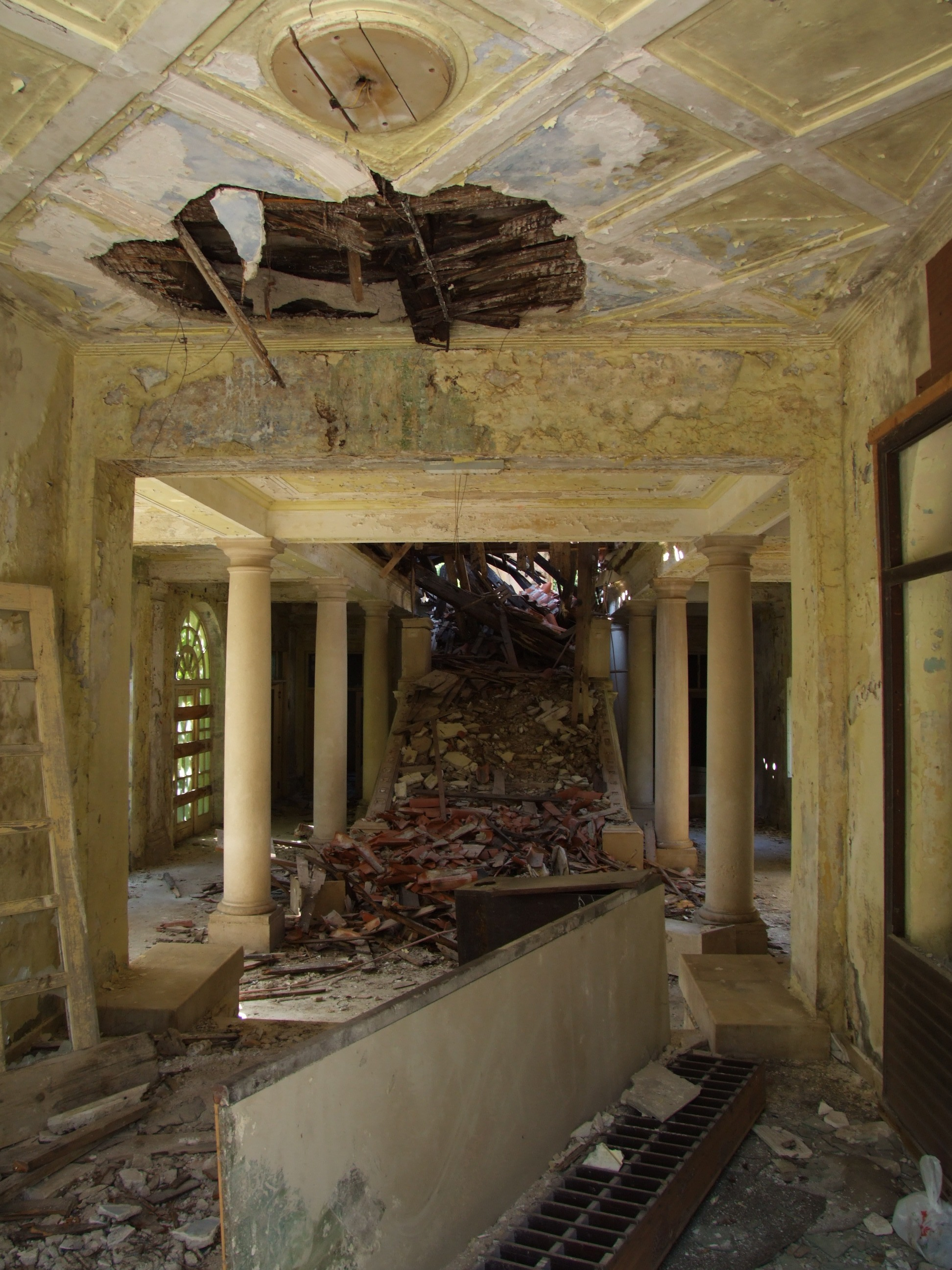
Khách sạn Grand ở Kupari bị phá hủy trong cuộc bao vây

- Sudetic, Chuck (ngày 3 tháng 1 năm 1992). "Yugoslav Factions Agree to U.N. Plan to Halt Civil War". The New York Times. Lưu trữ bản gốc ngày 28 tháng 11 năm 2013.
- Williams, Carol J. (ngày 29 tháng 1 năm 1992). "Roadblock Stalls U.N.'s Yugoslavia Deployment". Los Angeles Times. Lưu trữ bản gốc ngày 28 tháng 11 năm 2013.
- Bellamy, Christopher (ngày 10 tháng 10 năm 1992). "Croatia built 'web of contacts' to evade weapons embargo". The Independent. Lưu trữ bản gốc ngày 7 tháng 8 năm 2012.
- Perlez, Jane (ngày 10 tháng 8 năm 1997). "Serbian Media Is a One-Man Show". The New York Times. Lưu trữ bản gốc ngày 28 tháng 11 năm 2013.
- Šilović, Meri (ngày 6 tháng 7 năm 1999). "Ratnog mučenika "Perasta" ubit će – mir" [War martyr "Perast" being killed by peace]. Slobodna Dalmacija (bằng tiếng Croatia). Lưu trữ bản gốc ngày 29 tháng 11 năm 2013.
- Thorpe, Nick (ngày 25 tháng 6 năm 2000). "Djukanovic 'sorry' for Dubrovnik bombing". BBC News. Lưu trữ bản gốc ngày 29 tháng 11 năm 2013.
- "Veteran opet na vezu" [Veteran moored again]. Slobodna Dalmacija (bằng tiếng Croatia). ngày 6 tháng 12 năm 2001. Lưu trữ bản gốc ngày 29 tháng 11 năm 2013.
- Kalajdžić, Ahmet (ngày 6 tháng 3 năm 2004). "Aerodrom Dubrovnik za dio opljačkane opreme tražit će odštetu od JAT-a" [Dubrovnik Airport to seek compensation from JAT for a part of the looted equipment]. Slobodna Dalmacija (bằng tiếng Croatia). Lưu trữ bản gốc ngày 29 tháng 11 năm 2013.
- "Kovačević mentalno oboleo i biće upućen na lečenje" [Kovačević suffers a mental disease and will be hospitalized] (bằng tiếng Serbia). B92. ngày 15 tháng 3 năm 2004. Lưu trữ bản gốc ngày 29 tháng 11 năm 2013.
- ""Rat za mir" – 10 godina prerano" ["War for peace" – 10 years too soon] (bằng tiếng Croatia). Index.hr. ngày 30 tháng 5 năm 2007. Lưu trữ bản gốc ngày 29 tháng 11 năm 2013.
- "Rušitelj Dubrovnika još se brani sa slobode" [Destructor of Dubrovnik still defending on bail] (bằng tiếng Croatia). Nova TV (Croatia). ngày 18 tháng 8 năm 2007. Lưu trữ bản gốc ngày 29 tháng 11 năm 2013.
- Canka, Mustafa (ngày 18 tháng 8 năm 2008). "Podignuta optužnica protiv mučitelja iz Morinja" [Morinj torturers' indictment filed] (bằng tiếng Croatia). Deutsche Welle. Lưu trữ bản gốc ngày 29 tháng 11 năm 2013.
- Gustin-Čuljak, Olivija (ngày 29 tháng 5 năm 2009). ""Majsan" na Batali" ["Majsan" on Batala]. Slobodna Dalmacija (bằng tiếng Croatia). Lưu trữ bản gốc ngày 29 tháng 11 năm 2013.
- "Ususret obilježavanju 18. obljetnice Konvoja Libertas" [Ahead of the 18th anniversary of the Libertas convoy]. Dubrovački vjesnik (bằng tiếng Croatia). ngày 25 tháng 10 năm 2009. Bản gốc lưu trữ ngày 29 tháng 11 năm 2013.
- "Nojko Marinović: Mogli su ući da su bili spremni platiti cijenu!" [Nojko Marinović: They could have entered if they were prepared to pay the toll!]. Dubrovački vjesnik (bằng tiếng Croatia). ngày 15 tháng 1 năm 2010. Bản gốc lưu trữ ngày 29 tháng 11 năm 2013.
- Jovanović, Vladimir (ngày 7 tháng 5 năm 2010). "Dubrovačke optužnice" [Dubrovnik indictments]. Monitor (bằng tiếng Montenegrin). Lưu trữ bản gốc ngày 29 tháng 11 năm 2013.
- "Crna Gora: Ukinuta presuda za zločine nad hrvatskim zarobljenicima u Morinju" [Montenegro: Verdict on crimes against Croatian POWs in Morinj overturned]. Jutarnji list (bằng tiếng Croatia). ngày 7 tháng 12 năm 2012. Lưu trữ bản gốc ngày 29 tháng 11 năm 2013.
- Bijelić, Gabrijela (ngày 10 tháng 3 năm 2011). "Pošteno svjedočanstvo crnogorske strane" [A fair testimony from a Montenegrin side]. Slobodna Dalmacija (bằng tiếng Croatia). Bản gốc lưu trữ ngày 29 tháng 11 năm 2013.
- "War-time mayor of Bosnia town arrested". B92. ngày 4 tháng 4 năm 2011. Bản gốc lưu trữ ngày 29 tháng 11 năm 2013.
- Podgornik, Branko (ngày 28 tháng 5 năm 2011). "Još ne znaju tko je granatirao Dubrovnik" [Still no clue who shelled Dubrovnik]. Novi list (bằng tiếng Croatia). Lưu trữ bản gốc ngày 29 tháng 11 năm 2013.
- "Sud u Beogradu odobrio izručenje Vučurevića, on ne želi da mu se sudi u Hrvatskoj" [Belgrade court approves Vučurević extradition, he does not want to be tried in Croatia]. Nacional (bằng tiếng Croatia). ngày 11 tháng 9 năm 2011. Bản gốc lưu trữ ngày 29 tháng 11 năm 2013.
- "20 godina Odreda naoružanih brodova" [20 years of the Armed Boats Squadron] (bằng tiếng Croatia). Croatian Radiotelevision. ngày 23 tháng 9 năm 2011. Lưu trữ bản gốc ngày 29 tháng 11 năm 2013.
- Jurica Turk, Varina (ngày 26 tháng 10 năm 2011). "Kako je Dubrovniku "ukradena" brigada" [How a brigade was "stolen" from Dubrovnik]. Dubrovački list (bằng tiếng Croatia). Bản gốc lưu trữ ngày 29 tháng 11 năm 2013.
- Mujan, Marko (ngày 20 tháng 11 năm 2011). "Slavi li se okruženje Grada ili obrana Dubrovnika?" [Is the siege of the city celebrated or defence of Dubrovnik?]. Dubrovački list (bằng tiếng Croatia). Bản gốc lưu trữ ngày 29 tháng 11 năm 2013.
- Jurica Turk, Varina (ngày 23 tháng 11 năm 2011). "Igra na "Male Bare" II" [Male Bare games II]. Dubrovački list. Lưu trữ bản gốc ngày 29 tháng 11 năm 2013.
- Jurica Turk, Varina (ngày 30 tháng 11 năm 2011). "Opći napad" [General attack]. Dubrovački list (bằng tiếng Croatia). Lưu trữ bản gốc ngày 29 tháng 11 năm 2013.
- "Dubrovnik obilježio 20. obljetnicu napada na grad" [Dubrovnik Marks the 20th Anniversary of the Assault on the City]. Al Jazeera. ngày 6 tháng 12 năm 2011. {{Chú thích báo}}: |ngày lưu trữ= cần |url lưu trữ= (trợ giúp)
- Bijelić, Gabrijela (ngày 6 tháng 12 năm 2011). "Svečani mimohod i postrojavanje branitelja grada Dubrovnika na Stradunu" [Parade and inspection of defenders of the city of Dubrovnik at Stradun]. Jutarnji list (bằng tiếng Croatia). Lưu trữ bản gốc ngày 29 tháng 11 năm 2013.
- Radaljac, Danko (ngày 6 tháng 12 năm 2011). "Obljetnica napada na Dubrovnik i Srđ, nakon koje svijet daje podršku Hrvatskoj" [Anniversary of Dubrovnik and Srđ attacks, after which the world supported Croatia]. Novi list (bằng tiếng Croatia). Lưu trữ bản gốc ngày 29 tháng 11 năm 2013.
- Jurica Turk, Varina (ngày 21 tháng 12 năm 2011). "Herojski otpor u studenom" [Heroic resistance in November]. Dubrovački list (bằng tiếng Croatia). Bản gốc lưu trữ ngày 29 tháng 11 năm 2013.
- Jurica Turk, Varina (ngày 4 tháng 1 năm 2012). "Prekidi vatre i linije razgraničenja" [Ceasefires and lines of control]. Dubrovački list (bằng tiếng Croatia). Lưu trữ bản gốc ngày 29 tháng 11 năm 2013.
- Jurica Turk, Varina (ngày 11 tháng 1 năm 2012). "Haaški opis napada na Srđ" [Hague described the Srđ attack]. Dubrovački list (bằng tiếng Croatia). Bản gốc lưu trữ ngày 29 tháng 11 năm 2013.
- "Dokumentarac "Konvoj Libertas" premijerno prikazan u Rijeci" ["Libertas Convoy" premieres in Rijeka]. Novi list (bằng tiếng Croatia). ngày 19 tháng 1 năm 2012. Lưu trữ bản gốc ngày 29 tháng 11 năm 2013.
- Jurica Turk, Varina (ngày 8 tháng 2 năm 2012). "Okolnosti osnivanja 163. brigade" [Circumstances of foundation of the 163rd Brigade]. Dubrovački list (bằng tiếng Croatia). Lưu trữ bản gốc ngày 29 tháng 11 năm 2013.
- Jurica Turk, Varina (ngày 7 tháng 3 năm 2012). "I rat i mir" [Both war and peace]. Dubrovački list (bằng tiếng Croatia). Lưu trữ bản gốc ngày 29 tháng 11 năm 2013.
- Jurica Turk, Varina (ngày 30 tháng 3 năm 2012). "Prelazak u napadna djelovanja" [Transformation to an offensive]. Dubrovački list (bằng tiếng Croatia). Lưu trữ bản gốc ngày 29 tháng 11 năm 2013.
- Jurica Turk, Varina (ngày 1 tháng 4 năm 2012). "Kako došlo, tako prošlo" [Easy come, easy go]. Dubrovački list (bằng tiếng Croatia). Lưu trữ bản gốc ngày 29 tháng 11 năm 2013.
- Jurica Turk, Varina (ngày 11 tháng 4 năm 2012). "I "Tigrovi" kreću u napad" [The "Tigers" attack too]. Dubrovački list (bằng tiếng Croatia). Lưu trữ bản gốc ngày 29 tháng 11 năm 2013.
- Jurica Turk, Varina (ngày 2 tháng 5 năm 2012). "Teške svibanjske i lipanjske borbe" [Heavy fighting of May and June]. Dubrovački list (bằng tiếng Croatia). Lưu trữ bản gốc ngày 29 tháng 11 năm 2013.
- "Vladimir Rambo Kovačević nesposoban za suđenje" [Vladimir Rambo Kovačević unfit for trial]. Blic (bằng tiếng Serbia). Tanjug. ngày 25 tháng 5 năm 2012. Lưu trữ bản gốc ngày 29 tháng 11 năm 2013.
- "Sutra dan sjećanja na početak agresije 1. listopada 1991" [Tomorrow is the start of the aggression of ngày 1 tháng 10 năm 1991 remembered]. Dubrovački vjesnik (bằng tiếng Croatia). ngày 30 tháng 9 năm 2012. Bản gốc lưu trữ ngày 29 tháng 11 năm 2013.
- "Na današnji dan 1991. godine otpočeo je napad na Dubrovnik" [Attack on Dubrovnik began on this day in 1991]. Slobodna Dalmacija (bằng tiếng Croatia). ngày 1 tháng 10 năm 2012. Lưu trữ bản gốc ngày 29 tháng 11 năm 2013.
- Jurica Turk, Varina (ngày 3 tháng 10 năm 2012). "Istina – dug prema povijesti" [Debt of truth to history]. Dubrovački list (bằng tiếng Croatia). Lưu trữ bản gốc ngày 29 tháng 11 năm 2013.
- "Za "Morinj" naplatili 200.000 eura" [200,000 Euros charged for "Morinj"]. Dan (bằng tiếng Montenegrin). ngày 30 tháng 10 năm 2012. Lưu trữ bản gốc ngày 29 tháng 11 năm 2013.
- "Optužen Srbin zbog paljenja Ćilipa" [A Serb charged over Čilipi arson] (bằng tiếng Serbia). B92. ngày 6 tháng 12 năm 2012. Lưu trữ bản gốc ngày 29 tháng 11 năm 2013.
- "Potvrđena presuda za zločine u logoru Morinj" [Court reaffirms guilty verdict for crimes at the Morinj camp] (bằng tiếng Serbia). Balkan Insight. ngày 25 tháng 4 năm 2014.

### Khác
- "The Pelagic case". American Maritime Cases. Số 2. Maritime Law Association of the United States. 1994.
- "Case Information Sheet "Dubrovnik" (IT-01-42) Pavle Strugar" (PDF). Tòa án Hình sự Quốc tế về Nam Tư cũ. Truy cập ngày 10 tháng 3 năm 2013.
- "Case Information Sheet "Dubrovnik" (IT-01-42/1) Miodrag Jokić" (PDF). Tòa án Hình sự Quốc tế về Nam Tư cũ. Truy cập ngày 10 tháng 3 năm 2013.
- "Case Information Sheet "Dubrovnik" (IT-01-42/2) Vladimir Kovačević" (PDF). Tòa án Hình sự Quốc tế về Nam Tư cũ. Truy cập ngày 10 tháng 3 năm 2013.
- "Case Information Sheet "Kosovo, Croatia & Bosnia" (IT-02-54) Slobodan Milošević" (PDF). Tòa án Hình sự Quốc tế về Nam Tư cũ. Truy cập ngày 26 tháng 4 năm 2013.
- "Odluka" [Decision]. Narodne novine (bằng tiếng Croatia). Số 53. Narodne novine. ngày 8 tháng 10 năm 1991. ISSN 1333-9273.
- "Situation of human rights in the territory of the former Yugoslavia". United Nations Economic and Social Council. ngày 17 tháng 11 năm 1993. Lưu trữ bản gốc ngày 12 tháng 6 năm 2012.
- "Croatia human rights practices, 1993; Section 2, part d". United States Department of State. ngày 31 tháng 1 năm 1994. Lưu trữ bản gốc ngày 5 tháng 11 năm 2013.
- McAlea, Dominic; Kaiser, Colin; Lund, Terje; Hoel, Oyvind (ngày 28 tháng 12 năm 1994). "Final report of the United Nations Commission of Experts established pursuant to security council resolution 780 (1992), S/1994/674/Add.2 (Vol. V)". Hội đồng Bảo an Liên Hợp Quốc. Bản gốc lưu trữ ngày 29 tháng 10 năm 2013.
- Rizmaul, Leon (ngày 26 tháng 9 năm 1996). "Vremeplov" [Timeline] (bằng tiếng Croatia). Hrvatski vojnik. Bản gốc lưu trữ ngày 30 tháng 11 năm 2013.
- International Court of Justice (2015). "Application of the Convention on the Prevention and Punishment of the Crime of Genocide: Judgement" (PDF). Bản gốc (PDF) lưu trữ ngày 8 tháng 12 năm 2017. Truy cập ngày 5 tháng 8 năm 2021.
- "Full Contents of the Dubrovnik Indictment made Public (Dubrovnik Indictment)". Tòa án Hình sự Quốc tế về Nam Tư cũ. ngày 2 tháng 10 năm 2001.
- "The Prosecutor of the Tribunal against Slobodan Milošević, Second Amended Indictment" (PDF). Tòa án Hình sự Quốc tế về Nam Tư cũ. ngày 23 tháng 10 năm 2002.
- "Strength Without Bravery: Dubrovnik Defies Yugoslav Army". Institute for War & Peace Reporting. ngày 30 tháng 1 năm 2003. Bản gốc lưu trữ ngày 30 tháng 11 năm 2013.
- "Trial of Pavle Strugar – Transcript 040123ED". Tòa án Hình sự Quốc tế về Nam Tư cũ. ngày 23 tháng 1 năm 2004.
- Pavlović, Srđa (2005). "Reckoning: The 1991 Siege of Dubrovnik and the Consequences of the "War for Peace"". Spaces of Identity. Quyển 5 số 1. York University, The Canadian Center for German and European Studies. ISSN 1496-6778.
- "The Prosecutor vs. Milan Martic – Judgement" (PDF). Tòa án Hình sự Quốc tế về Nam Tư cũ. ngày 12 tháng 6 năm 2007.
- Lupis, Vinicije B.; Koncul, Antun; Sjekavica, Đivo (2012). "Majkovi u srednjem vijeku" [Majkovi in the Middle Ages]. Starohrvatska Prosvjeta (bằng tiếng Croatia). Quyển 3 số 39. Museum of Croatian Archaeological Monuments. ISSN 0351-4536.
- Marijan, Davor (2012). "Zamisao i propast napadne operacije Jugoslavenske narodne armije na Hrvatsku u rujnu 1991. godine" [The Concept and Failure of the Offensive Operation of the Yugoslav National Army in September 1991]. Journal of Contemporary History (bằng tiếng Croatia). Quyển 44 số 2. Croatian Institute of History. ISSN 0590-9597.